# Manuel Sadosky
Manuel Sadosky (Buenos Aires, 1914. április 13. – Buenos Aires, 2005. június 18.) zsidó származású argentin matematikus, emigráns orosz szülőktől. Őt lehet tekinteni az argentin számítástechnika atyjának.

## Tanulmányai
A Mariano Acosta iskolában kezdte tanulmányait, ahol osztálytársa és hosszú évekig jóbarátja, Julio Cortázar novellaíró volt. A Buenos Aires-i Egyetemen 1940-ben szerezte meg a doktori címét matematikából és fizikából. A francia kormány által felajánlott ösztöndíj segítségével a Henri Poincaré Intézetben folytathatott posztgraduális tanulmányokat. Még egy évet eltöltött Olaszországban, majd visszament Argentínába, ahol Juan Domingo Perón rezsimjével való szembenállása miatt nem kapott munkalehetőséget.

## Élete és munkája
Az 1955-ös puccs után munkát kapott a Buenos Aires-i Egyetemen mint professzor, ahol később a természettudományi kar dékánhelyettese lett 1957 és 1966 között. 1960-ban megbízást kapott, hogy hozza létre a „számításintézetet”, ami helyet adott „Clementinának”, az első argentin számítógépnek. Egészen 1966-ig vezette az intézetet, amikor megint szembekerült a kormánnyal. Ezek után Uruguayba ment, ahol a montevideói Uruguayi Köztársasági Egyetemen kapott munkát. Itt szintén a számítástechnika fejlesztésén fáradozott és létrehozta az ország első számítógépét. Ezek után visszatért Argentínába. A Tripla A-től halálos fenyegetéseket kapott, ezért családjával együtt 1974-ben sürgősen el kellett hagynia az országot. Ezek után többek között Uruguayban és Venezuelában dolgozott. 1983-ban a demokrácia helyreállt és Raúl Alfonsín elnök az Állami Tudomány és Technológia titkári pozícióját adta neki. 1989-ig töltötte be ezt a posztot. Buenos Aires tiszteletbeli polgára lett .